# Autoritat
L'autoritat és el poder habitual que una persona o institució exerceix sobre una col·lectivitat a través d'una ordre de subordinació i un sistema de drets i deures.
En Sociologia i en Ciència Política, el concepte d'autoritat va lligat als de poder i dominació, i en l'àmbit de la Psicologia Social, al concepte d'influència.
En l'àmbit de la política, s'hi utilitza el mot derivat autoritarisme, que descriu la forma de govern caracteritzada per l'obediència estricta a l'autoritat de l'Estat, el qual manté el control social per mitjà de polítiques opressives.

## Etimologia
El mot autoritat prové del llatí auctoritas, que al seu torn prové del verb augēre, amb un llarg ventall de significats: 'fer créixer, augmentar, eixamplar, consolidar, proveir, vendre'. El Diccionari de la llengua catalana (DIEC) dona com a significat d'autoritat diverses accepcions: l'atribució i exercici del dret o poder de manar, de regir, de governar, de dictar lleis, de fer-les observar; la persona amb prestigi en la seva especialitat i al dret la persona o entitat amb potestat imperativa.

## El concepte d'autoritat en Sociologia
Robert Merton, en l'àmbit de l'estructura dels grups, va definir l'autoritat com "l'atribut d'una comunicació que la fa ser acceptada pels membres d'un grup". Per a Merton, l'element clau és que l'autoritat no correspon ni a les persones que "donen les ordres" ni a les persones a qui "es dirigeix". Així, sociològicament considerada, l'autoritat és una "relació social definida per normes" i no l'atribut d'un individu.
Va ser Max Weber qui més es va interessar per les estructures d'autoritat en la societat. El seu anàlisi va partir del concepte de dominació, que va definir com "la probabilitat de trobar obediència als mandats dintre d'un grup determinat". La dominació pot tenir un fonament legítim o il·legítim. Weber s'interessà per la forma legítima de dominació: l'autoritat. Altrament, es va preocupar per conèixer quines eren les bases (causes i processos) a través de les quals l'autoritat és legitimada. Va establir que totes les formes de legitimació de l'autoritat implicaven actors individuals, creences i accions. És a dir, l'autoritat es basa en la "creença" dels individus en tenir l'obligació d'obeir determinades persones o institucions. Weber va definir tres formes diferents d'autoritat.

### Autoritat racional-legal
Es tracta d'una forma d'autoritat legitimada racionalment, basada "en la creença en la legalitat de les normes i en els drets d'aquells que tenen autoritat arran d'aquestes normes". Per a Weber, la forma més "pura" d'aquest tipus d'autoritat és la burocràcia: "el més racional del mitjans coneguts per exercir l'autoritat sobre els éssers humans". Així, va descriure l'autoritat burocràtica través d'un tipus ideal (els trets essencials d'un concepte) amb les següents característiques principals:
- La burocràcia és una organització contínua de funcions (càrrecs) oficials limitades per determinades normes.
- Cada càrrec té una esfera específica de competències. El càrrec suposa l'obligació d'exercir una funció i tenir l'autoritat i els mitjans necessaris per dur-la a terme.
- Els càrrecs estan organitzats en un sistema jeràrquic.
- Els càrrecs poden requerir una determinada qualificació tècnica, per la qual cosa han de rebre la capacitació adequada.
- Les persones que ocupen els càrrecs no son propietaris dels mitjans de producció, si bé se'ls hi subministren els mitjans per complir la funció.
- El titular d'una funció no té la possessió del càrrec, només forma part de l'organització.
- Les decisions, les regles i els actes administratius resten enregistrats per escrit.

Weber concebia la burocràcia com una part intrínseca del sistema capitalista, sent-hi una estructura bàsica pel seu funcionament. Al respecte, va escriure: "Les necessitats d'administració de les masses la fan del tot indispensable. En el camp de l'administració només n'hi ha una, d'elecció: burocàcia o diletantisme".

### Autoritat tradicional
Si l'autoritat legal basa la legitimitat en un sistema racional (un sistema de normes), l'autoritat tradicional es basa en la "creença quotidiana en la santedat de les tradicions immemorials i en la legitimitat dels assenyalats per aquesta tradició per exercir l'autoritat". És a dir, la creença dels seguidors per raó de les normes i poders de la tradició. Aquesta forma d'autoritat es fonamenta en l'existència d'un mestre o cap suprem i en la lleialtat personal del seguidors. A diferència del sistema burocràtic (racional), l'autoritat tradicional no es basa en un sistema jeràrquic definit ni en una ordenació racional de les relacions de superioritat o inferioritat. No hi ha un sistema clar de promoció o nomenaments, ni cap regulació de la capacitació tècnica.
Max Weber va identificar quatre tipus d'autoritat tradicional. Les dues primeres serien formes primerenques i les dues segones formes modernes:
- Gerontocràcia: Govern del més vells.
- Patriarcat primari: Els líders, mestres o caps hereten els càrrecs.

- Patrimonialisme: Dominació tradicional a través d'una força militar i administrativa controlada per un senyor.
- Feudalisme: L'autoritat del senyor resta limitada a través de relacions rutinàrias, fins i tot contractuals, amb els vassalls.

### Autoritat carismàtica
Segons Weber, carisma és la "qualitat extraordinària d'una personalitat", per la qual se la considera en possessió de forces sobrenaturals o, almenys, no habituals o difícilment accessibles a la gent normal. La podem trobar als "enviats de Déu" (Jesús, Mahoma, Moisés), als cabdills (Napoleó, Hitler, Fidel Castro), als guies o als líders. L'important, però, és la manera en la qual els seguidors defineixen el seu líder carismàtic. Si el defineixen com a tal, el líder pot ser qualsevol persona ordinària. De fet, molts líders carismàtics no es va associar amb un comportament autoritari o messiànic, però van tenir una gran influència personal entre els seus seguidors (Nelson Mandela, Winston Churchill o Vaclav Havel).
El carisma és un poder revolucionari perquè pot esdevenir una amenaça de canvi al sistema. Quan emergeix una autoritat carismàtica és probable que el pensament i les acciones de les persones canviïn de forma radical davant els diferents problemes del món. Les característiques d'una organització carismàtica són les següents:
- Els seguidors no tenen una especial capacitació tècnica. Són escollits per afinitat a les qualitats del líder.
- Els càrrecs no tenen una jerarquia clara.
- El líder intervé lliurament quan els seguidors no poden controlar una determinada situació.
- L'organització no es regeix per normes formals ni òrgans administratius.

La successió del líder (per mort o desaparició) pot suposar l'establiment d'un conjunt de regles o rituals per a la designació d'un de nou. Si el líder ha designat successor abans de morir, el nou líder ha de ser acceptat per la comunitat. En tot cas, a llarg termini, el carisma no pot ser subjecte de rutinització. És a dir, per tal que el sistema mantingui l'autoritat s'ha de transformar en un sistema d'autoritat tradicional o legal, o bé, en alguna forma de carisma institucionalitzat (per exemple, el Papa a l'església catòlica).

## El concepte d'autoritat en Ciència Política.
El concepte d'autoritat està lligat al concepte de poder, que s'entén com la capacitat (d'algú o d'alguna cosa) de produir resultats. Per tant, el poder és una capacitat que algú o alguna cosa posseeix. Seguint aquesta definició, el poder polític es la capacitat de produir resultats a través del control de l'Estat exercint-hi influència. El poder polític implica: (1) competència pels càrrecs d'autoritat, (2) competència per la influència sobre els funcionaris del govern i (3) relacions entre les elits i la societat.
En la tipologia clàssica del poder establerta per Bachrach i Baratz, el poder es relacional; implica una relació entre qui té el poder (A) i algú més (B), sobre qui A té algun tipus d'ascendència política. D'aquesta manera es pot dir que A té poder sobre B si:
- A aconsegueix l'obediència de B a través d'una amenaça (coerció)
- A aconsegueix que B faci alguna cosa que, altrament, B no faria (influència)
- B obeeix A perquè reconeix que l'ordre de A es raonable en funció d'uns valors i procediments legítims (autoritat)
- A obliga B a obeir-lo, doncs el costos de desobeir per a B no són acceptables (força)
- A aconsegueix l'obediència de B amb enganys (manipulació)

L'esquema de Max Weber (veure l'apartat anterior), també és utilitzat en ciència política per l'estudi de la legitimitat del poder. Així, la legitimitat política es basa en les "creences" dels governats. Si els ciutadans creuen que un règim polític és legítim, llavors els governants són legítims. Per aquest motiu, els governs que es fonamenten en la legitimitat seran més duradors que els basats en la coerció.
Tanmateix, el concepte polític de legitimitat establert per Max Weber es controvertit. Alguns juristes com Carl Schmitt afirmen que l'autoritat racional-legal weberiana podria ser el fonament de l'obediència a règims dictatorials. Efectivament, s'ha de recordar que el règim nazi va ser considerat inicialment legítim, doncs Adolf Hitler accedí al poder després de guanyar unes eleccions democràtiques; és a dir, amb la legitimitat atorgada pels alemanys. Aquesta confusió entre allò que és legal i allò que és legítim ha portat a una revisió del concepte de legitimitat del poder. En aquest sentit, la solució passa perquè la legitimitat vagi lligada al concepte contemporani de democràcia. Com sintetitzà Lincoln al seu discurs al cementiri de Gettysburg (1863): "govern del poble, pel poble i per al poble".

## El concepte d'autoritat en Psicologia Social
Els principis psicològics subjacents al processos d'influència expliquen per què unes persones poden aconseguir que altres facin allò que desitgen les primeres. Hom utilitza tàctiques d'influència quan vol aconseguir alguna cosa dels altres. En funció de l'objectiu i de la situació, les persones fan servir una determinada tàctica.
Robert Cialdini va sistematitzar les tàctiques que observava en els professionals (venedors, publicistes, líders polítics o religiosos) amb relació a sis principis psicològics lligats a la influència. Segons Cialdini, l'acceptació de les demandes d'una persona s'explica per algun dels següents processos:
- Compromís/ coherència
- Reciprocitat
- Validació social
- Escassedat
- Simpatia
- Autoritat

### L'autoritat als processos d'influència
A la dècada de 1960, el psicòleg Stanley Milgram va dur a terme una sèrie d'experiments a Yale per tal de reproduir al laboratori el fenomen de l'obediència cega a l'autoritat. Milgram cercava una explicació psicosocial a fets com l'Holocaust, establint un lligam entre la influència exercida pels nazis i els experiments al laboratori.
Els participants dels experiments eren persones normals que van accedir a través d'anuncis en premsa i a canvi de rebre una compensació econòmica. L'experiment consistia en què aquestes persones, seguint les ordres de l'experimentador, infligissin descàrregues elèctriques a un individu (un còmplice de l'experimentador que simulava rebre les descàrregues) augmentant-ne la intensitat a cada ordre que rebien. L'explicació de perquè els participants ho van fer és atribuïble a la pressió social de sentir-se obligats a obeir una autoritat. En aquest cas, un eminent professor d'una acreditada universitat, cosa que els feia desentendre's del seus actes al considerar-se un simple instrument al servei de l'autoritat (el professor).
La influència basada en l'autoritat és eficaç perquè, des de petits, les persones són educades en què l'obediència a l'autoritat és la conducta correcta.

### Tàctiques basades en el principi d'autoritat
Seguint Robert Cialdini, el poder persuasiu de l'autoritat es pot descriure com "estar disposat a seguir els suggeriments d'algú que és una autoritat legítima". La influència basada en l'autoritat deriva de dos tipus de poder:
- Poder coercitiu: assentat en les possibilitats de repartir premis o càstigs als altres. Per exemple, quan un policia no permet aparcar en un lloc prohibit.
- Poder expert: assentat en el reconeixement de la competència d'algunes persones en determinades matèries. Per exemple, quan un premi Nobel d'economia parla sobre els efectes nocius de la inflació.

No obstant això, les tàctiques d'influència no es basen realment en l'autoritat, sinó en provocar una associació automàtica al principi d'autoritat, recorrent-hi a símbols que la representen. És a dir, una influència inconscient. Dos tipus de símbols, que s'utilitzen sovint en l'àmbit publicitari, resulten especialment eficaços per activar aquest patró de resposta:
- Els títols. Per exemple, els acadèmics o de qualsevol altra mena. Una actriu vestida de metgessa por ser un bon esquer per a fer publicitat de productes per a la salut o la higiene (dentífrics, tipus de llet, etc.)
- Els articles de luxe. L'abillament, les joies o els guarniments costosos (com els cotxes d'alta gama) són símbols d'autoritat associats a posicions d'alt estatus social. Per aquest motiu, indueixen a acceptar les demandes de les persones que els porten (estratègia molt habitual en alguns tipus d'estafadors).